# Pic de Turquilla
El Pic de Turquilla és una muntanya de 2.528 metres que es troba entre els municipis de Lladorre, a la comarca del Pallars Sobirà i l'Arieja a França.